# Predrag Jokić
Predrag Jokić, kyrillisch Предраг Јокић, (* 3. Februar 1983 in Kotor, Jugoslawien) ist ein ehemaliger montenegrinischer Wasserballspieler. Mit der Mannschaft von Serbien und Montenegro war er Europameister und Weltmeisterschaftsdritter 2003, Olympiazweiter 2004 und Weltmeister 2005. Mit der montenegrinischen Nationalmannschaft war er Weltmeisterschaftszweiter 2013 und Europameister 2008. 2012 und 2016 war er Europameisterschaftszweiter.

## Karriere
Predrag Jokić spielte zunächst für PKV Jadran in Herceg Novi. Später war er in Italien, Serbien, Ungarn und in Deutschland aktiv.
2009 war er mit Pro Recco italienischer Meister, 2018 mit Waspo 98 Hannover Deutscher Meister.
Der 1,88 m große Predrag Jokić war 2003 bei der Europameisterschaft in Slowenien erstmals bei einem großen Turnier dabei. Nach einem 11:7-Halbfinalsieg über die Russen besiegte die Mannschaft von Serbien und Montenegro im Finale die Kroaten mit 9:8 nach Verlängerung. Jokić warf im Turnierverlauf ein Tor. Einen Monat später wurde in Barcelona die Weltmeisterschaft 2003 ausgetragen. Nach einer Halbfinalniederlage gegen Italien besiegte die Mannschaft aus Serbien und Montenegro im Spiel um den dritten Platz die Griechen mit 5:3. Bei den Olympischen Spielen 2004 in Athen belegte die Mannschaft aus Serbien und Montenegro in der Vorrunde den zweiten Platz hinter den Ungarn, den direkten Vergleich gewannen die Ungarn mit 6:4. Mit einem 7:5 über Spanien und einem 7:3 gegen Griechenland erreichte die Mannschaft aus Serbien und Montenegro das Finale. Dort verlor sie mit 7:8 gegen die Ungarn. Jokić warf zwei seiner drei Turniertore im Halbfinale gegen Griechenland. 2005 nahm die Mannschaft aus Serbien und Montenegro letztmals gemeinsam an einem Turnier teil. Bei der Weltmeisterschaft in Montreal besiegte das Team im Halbfinale die Kroaten mit 5:4 und im Finale die Ungarn mit 8:7.
Nach der Unabhängigkeit Montenegros musste sich die neugebildete Nationalmannschaft zunächst einmal für die anstehenden Turniere qualifizieren, da die serbische Nationalmannschaft die Qualifikationen der Mannschaft aus Serbien und Montenegro übernommen hatte. Bei der Europameisterschaft 2008 in Malaga trafen im Finale die Mannschaften aus Montenegro und aus Serbien aufeinander. Montenegro siegte in der Verlängerung mit 6:5 und gewann damit den ersten Titel bei einer internationalen Meisterschaft für das seit 2006 unabhängige Montenegro. Im gleichen Jahr nahm erstmals eine Mannschaft Montenegros an Olympischen Spielen teil. Beim olympischen Wasserballturnier in Peking belegte Montenegro in seiner Vorrundengruppe den dritten Platz. Mit einem 7:6 über Kroatien erreichten die Montenegriner das Halbfinale. Dort unterlag man den Ungarn mit 9:11, im Spiel um den dritten Platz siegte Serbien mit 6:4 gegen Montenegro. Predrag Jokić war als Centerverteidiger in allen Spielen dabei und erzielte insgesamt fünf Treffer.
Erst vier Jahre später erreichten die Montenegriner wieder bei einer internationalen Meisterschaft die Medaillenränge. Bei der Europameisterschaft 2012 in Eindhoven trafen im Finale wieder die Mannschaften aus Serbien und Montenegro aufeinander, diesmal siegte Serbien mit 9:8. Bei den Olympischen Spielen 2012 in London belegten die Montenegriner in der Vorrunde den zweiten Platz hinter den Serben, der direkte Vergleich endete 11:11. Nach einem 11:9 im Viertelfinale über Spanien unterlagen die Montenegriner im Halbfinale mit 5:7 gegen Kroatien. Im Spiel um die Bronzemedaille gewann Serbien mit 12:11. Jokić erzielte fünf Tore, davon zwei im Spiel um den dritten Platz.
2013 bei den Weltmeisterschaften in Barcelona belegte die Mannschaft aus Montenegro in der Vorrunde den zweiten Platz hinter Griechenland. Mit einem 12:4 gegen Kanada im Achtelfinale und einem 9:8 gegen Serbien im Viertelfinale erreichten die Montenegriner das Halbfinale. Nach dem 10:8 gegen Italien verloren sie im Finale gegen die Ungarn mit 7:8. 2014 unterlag die Mannschaft Montenegros bei der Europameisterschaft in Budapest im Halbfinale den Serben mit 9:10 und im Spiel um den dritten Platz den Italienern mit 9:11. Jokić warf insgesamt vier Tore. 2015 erreichten die Montenegriner den fünften Platz bei den Weltmeisterschaften in Kasan. Anfang 2016 bei der Europameisterschaft in Belgrad besiegten die Montenegriner im Achtelfinale die Franzosen und im Viertelfinale die Italiener. Nach einem 8:5-Halbfinalsieg über Ungarn verloren sie das Finale gegen Serbien mit 8:10. Bei den Olympischen Spielen in Rio de Janeiro belegten die Montenegriner in ihrer Vorrundengruppe den vierten Platz. Im Viertelfinale besiegten sie die Ungarn im Fünfmeterschießen. Nach einer 8:12-Halbfinalniederlage gegen die Kroaten verloren die Montenegriner auch das Spiel um Bronze mit 10:12 gegen Italien. Damit belegte die Mannschaft bei ihrer dritten Olympiateilnahme zum dritten Mal den vierten Platz. Sein einziges Tor bei seinem letzten großen Turnier warf Predrag Jokić im Halbfinale.
In der Saison 2021/2022 war Predrag Jokić Assistenztrainer bei Waspo 98 Hannover.